# Asyndetus minutus
Asyndetus minutus är en tvåvingeart som beskrevs av Negrobov och Igor Shamshev 1986. Asyndetus minutus ingår i släktet Asyndetus och familjen styltflugor. Inga underarter finns listade i Catalogue of Life.